# Deutsche Reichsbahn
La Deutsche Reichsbahn Gesellschaft (abbreviato DRG, DRB o semplicemente DR) è stata la compagnia ferroviaria nazionale tedesca durante il periodo della Repubblica di Weimar e della Germania nazista. Creata nel 1920, dopo la prima guerra mondiale e la fine dell'Impero tedesco, svolse un ruolo importante durante la seconda guerra mondiale come elemento fondamentale del trasporto di truppe, materiale bellico e munizioni.
Dopo la fine del conflitto è stata ristrutturata e ha continuato a esistere come Deutsche Reichsbahn nella Germania Est, mentre nella Germania Occidentale è stata sostituita dalla Deutsche Bundesbahn.

## Storia
La nascita della compagnia risale al 1920, a seguito dell'unificazione delle diverse amministrazioni locali che controllavano le ferrovie nell'Impero tedesco, con la denominazione Deutsche Reichseisenbahnen. Nel 1924 la compagnia venne rinominata Deutsche Reichsbahn Gesellschaft (DRG) come una società a responsabilità limitata (GmBH) il cui unico azionista era lo stato tedesco. Dopo l'istituzione del regime nazista, il nuovo governo tedesco la incorporò nel 1937 al Ministero dei trasporti del Reich, ribattezzandola Deutsche Reichsbahn (DRB o DR). Dopo l'Anschluss, nel marzo 1938, la Österreichische Bundesbahnen (ÖBB) passò sotto il controllo delle ferrovie tedesche. L'annessione dei Sudeti nell'autunno dello stesso anno coinvolse anche l'annessione alle ferrovie tedesche di una parte della rete ferroviaria delle ferrovie statali cecoslovacche (Československé státní dráhy, o ČSD) e nel marzo 1939 con l'occupazione tedesca della Cecoslovacchia e la conseguente divisione della Cecoslovacchia, nel Protettorato di Boemia e Moravia venne formata la compagnia "Ferrovie boeme-morave" (in ceco Českomoravská dráha; in tedesco: Böhmisch-Mährische Bahn), poste sotto il controllo della Deutsche Reichsbahn (DRB), mentre nello stato slovacco, fu fondata la compagnia "Ferrovie slovacche" (in slovacco: Slovenské železnice).
Durante la seconda guerra mondiale (1939-1945) la rete subì gravi danni a causa dei bombardamenti alleati, ma svolse anche un ruolo importante nella logistica della Wehrmacht, le forze armate del Terzo Reich. All'inizio del conflitto, la sua attività era alquanto limitata dalla situazione bellica e, sebbene gradualmente divenne militarizzata, la Reichsbahn rimase sempre separata dal servizio ferroviario della Wehrmacht. Dopo l'ottobre 1939, la rete ferroviaria dei territori polacchi annessi fu integrata nelle ferrovie tedesche. Il 26 ottobre 1939, i tedeschi fondarono la Generaldirektion der Ostbahn (GEDOB), un'entità separata dalla "Reichsbahn" e responsabile dell'amministrazione delle ferrovie che esisteva sul territorio del governo generale della Polonia. Questa nuova entità aveva sede a Varsavia.
Tra il 1939 e il 1941 anche alcune sezioni ferroviarie di Francia, Jugoslavia e Unione Sovietica furono incorporate nel DR, poiché i territori occupati dalle forze militari tedesche o da quelli annessi al Reich tedesco aumentarono. A partire dal 1º gennaio 1943, i tedeschi controllavano 35.000 chilometri di binari nei territori occupati dell'URSS, che erano già stati convertiti allo scartamento standard europeo per consentire la circolazione di convogli militari tedeschi dalle ferrovie del Russia europea. Altro ruolo di rilievo la DRB la ebbe durante l'"Olocausto", quando i suoi convogli ferroviari sono diventati un elemento essenziale per il trasporto di migliaia di ebrei e di altri gruppi etnici nei campi di sterminio nazisti. Nella Polonia occupata, la GEDOB era incaricata di organizzare i trasporti nei campi di concentramento, sempre sotto la supervisione del DRB.
Nell'Europa occupata dall'esercito tedesco la Reichsbahn tentò di lanciare il proprio Orient Express, senza alcun successo a causa del costante sabotaggio delle strade da parte dei partigiani jugoslavi. In altre parti del continente, anche gli attacchi della resistenza antinazista e, in particolare, il bombardamento alleato delle infrastrutture, hanno causato gravi danni. Nel maggio del 1945 il traffico ferroviario in Germania fu praticamente distrutto.
Dopo la fine della guerra, la DR continuò a svolgere servizi ferroviari nelle quattro zone di occupazione alleate: americana, britannica, francese e sovietica. Questa situazione fu mantenuta fino al 1949, quando l'ex "Reichsbahn" scomparve nella Germania occidentale e fu sostituita dalla nuova Deutsche Bundesbahn, mentre nella Germania orientale ha mantenuto il nome di Deutsche Reichsbahn (DR) e ha continuato a operare come operatore ferroviario della Repubblica democratica tedesca. Dopo la riunificazione della Germania, il 1º gennaio 1994, le amministrazioni si sono fuse nella nuova Deutsche Bahn.

## Organizzazione
La sede della compagnia (Reichsbahn-Zentralämter, RZA) era a Berlino, mentre l'organizzazione amministrativa era divisa in diverse sezioni territoriali (Reichsbahndirektionen) in tutta la Germania.
La Reichsbahn-Zentralämter fu distrutta dai bombardamenti alleati durante l'ultimo anno del conflitto, al cui termine, nel 1945, la Reichsbahn-Zentralämter venne trasferita a Gottinga, nella zona di occupazione britannica. Nel 1950, quando ormai la DR si era divisa in due distinte compagnie, la sede della nuova Deutsche Bundesbahn nella Germania Occidentale venne trasferita a Minden, mentre la Deutsche Reichsbahn nella Repubblica Democratica Tedesca mantenne il proprio quartier generale a Berlino Est. Oltre a Gottinga, durante il periodo di occupazione, la Deutsche Reich aveva un altro quartier generale a Monaco nella zona di occupazione americana.
I servizi di catering e carrozze letti erano offerti dalla società Mitropa, anche se la Deutsche Reichsbahn mantenne le proprie vetture ristorante fino al 1925. Durante la seconda guerra mondiale, con l'occupazione tedesca dell'Europa, questa compagnia estese i suoi servizi e prese in consegna parte dei servizi della Compagnie Internationale des Wagons-Lits (CIWL). Dopo la fine della guerra e la divisione della Germania, Mitropa continuò ad offrire i suoi servizi nella Germania dell'Est, mentre nella Germania occidentale tali servizi erano forniti dalla Deutsche Schlafwagen-und Speisewagengesellschaft.